# Caoqukanaal
Het Caoqukanaal werd in 129 v.Chr. in opdracht van de Chinese keizer Wudi aangelegd door de ingenieur Xu Bo.
Het kanaal verbond de rivier de Weihe, gelegen nabij de oude Chinese hoofdstad Chang'an, met de Gele Rivier. Door de aanleg van het kanaal werd de route voor de graantoevoer naar de hoofdstad aanzienlijk verkort. Het geldt als een van de meest hoogstaande technische prestaties van de Westelijke Han-dynastie. Het kanaal is later verdroogd.